# Buriati
I Buriati, in passato anche chiamati braty o bratskie ljudi, con una popolazione stimata in 516000 unità, tra Russia (il 90%), Mongolia (il 9%) e Cina (l'1%), sono la più grande minoranza etnica della Siberia. 
Sono concentrati soprattutto in Buriazia, una delle repubbliche della Russia. I Buriati sono di origine mongola, come dimostrato dalle loro caratteristiche somatiche e da molti loro usi e costumi, inclusi l'allevamento itinerante, praticato dalla maggior parte dei popoli nomadi delle steppe, e l'uso della iurta per il pernottamento. Oggi la maggioranza dei Buriati vive intorno ad Ulan-Udė, la capitale della Repubblica di Buriazia, mentre il resto è stanziato nelle regioni circostanti. I Buriati parlano il buriato, una lingua altaica appartenente al gruppo delle lingue mongoliche.

## Storia
Le radici storiche della cultura buriata sono correlate a quelle dei mongoli. Il nome "Buriati", infatti, è menzionato per la prima volta in un'opera mongola. La consolidazione delle tribù e dei gruppi avvenne sotto il dominio russo. Oltre alle tribù di pura origine buriato-mongola (bugalati, khora, ekhiriti, khongodor), i buriati assimilarono anche altri gruppi, come gli oirati, i mongoli halh, gli evenchi ed altri. I territori e le genti buriate furono annessi allo stato russo dai trattati del 1689 e del 1728, quando le terre intorno al lago Bajkal furono separate dalla Mongolia. Dalla metà del XVII secolo all'inizio del XX, il numero di buriati aumentò da 27700 fino a 300000.
Nella seconda metà del XIX secolo, vi fu una crescita di monasteri buriati (48 datsan in Buriazia nel 1914). Il buddhismo divenne un importante fattore culturale nella storia dei buriati. Nel 1925 cominciò una battaglia condotta dallo stato centrale contro la religione e i rappresentanti buddhisti dei buriati. I datsan furono quasi tutti chiusi e l'attività religiosa fu decurtata in modo massiccio. Conseguentemente negli anni trenta i monasteri buddhisti della regione cessarono completamente le loro funzioni e un quantitativo impressionante di tesori culturali ed opere di stampo buddhista furono distrutte. Un tentativo di rivitalizzare il buddhismo in Buriazia fu praticato durante la seconda guerra mondiale. Nel 1946 il buddhismo fu poi nuovamente riconosciuto dalle autorità.
Nel 1923, nacque la Repubblica Socialista Sovietica Autonoma Buriato-Mongola che incluse le province di Bajkal (Pribajkalskaja gubernija) con la relativa popolazione di origine russa. Nel 1937, in un tentativo di disperdere i buriati, il governo di Stalin formò il circondario autonomo buriato di Ust-Orda e il circondario autonomo buriato di Aga, anche per contrastare il sempre più crescente sentimento nazionalistico dei buriati. In quello stesso periodo si contarono circa 10000 buriati uccisi. Nel 1958 il termine "mongolo" fu rimosso dal nome della repubblica buriata (Burjat ASSR). La RSSAB dichiarò la propria sovranità sulla regione e adottò il nome di Repubblica di Buriazia nel 1992. Seguirono la costituzione della repubblica da parte del Gran Hural del Popolo nel 1994, ufficializzato da un trattato bilaterale firmato con la Federazione Russa nel 1995.

## Religione

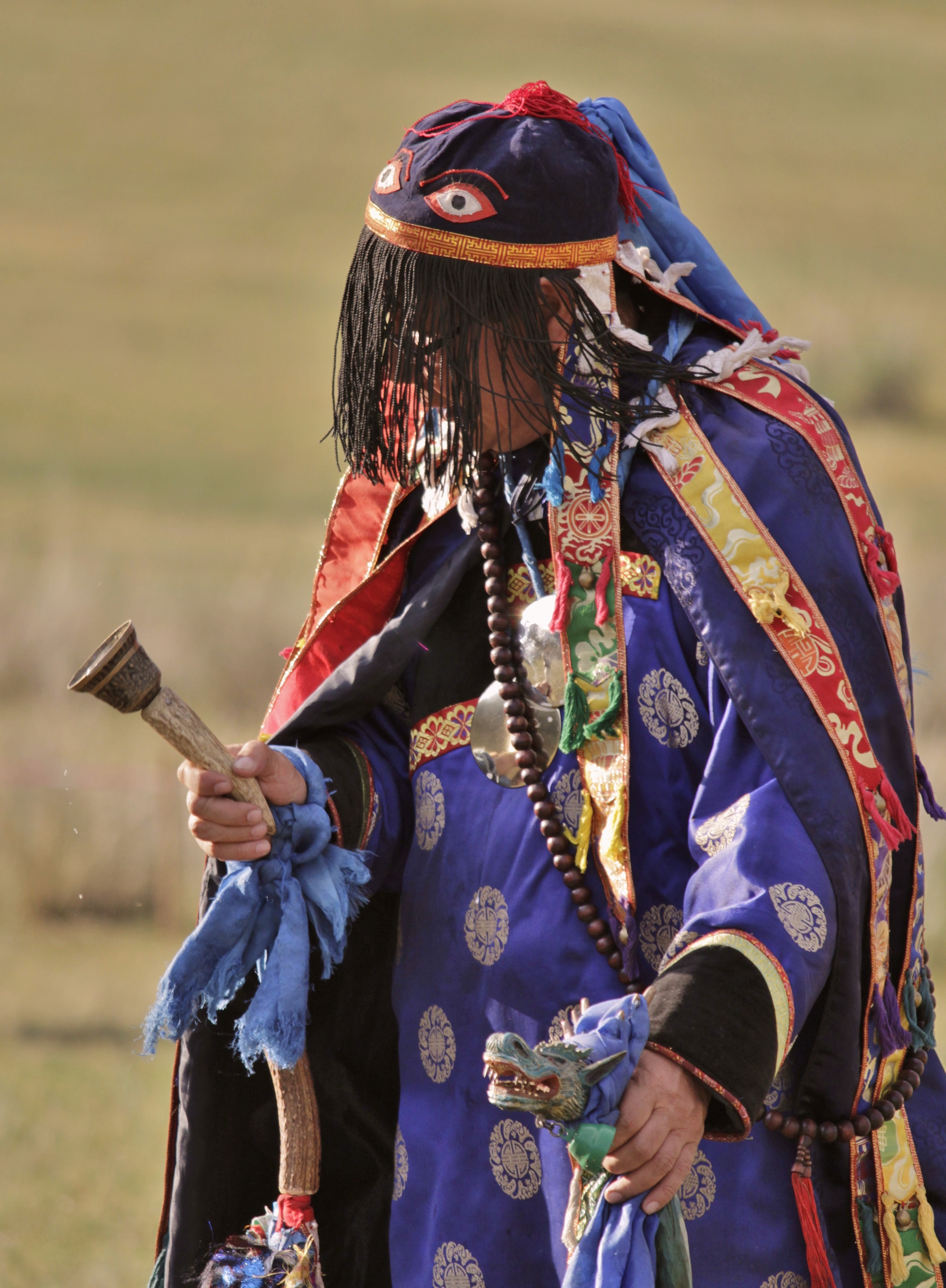
Capo del gruppo sciamanico "Altan-Serge"

Dopo l'annessione della Buriazia alla Russia, la cultura buriata subì le influenze del buddhismo tibetano e della Chiesa cristiana ortodossa. I buriati delle regioni ad ovest del lago Bajkal e gli olkhon (buriati di Irkutsk) furono sottoposti ad un processo di "russificazione" che li portò ad abbandonare le pratiche del nomadismo e dell'agricoltura itinerante. I buriati dell'est (Transbajkal), invece, subirono l'influenza mongola (ancora oggi molti gruppi vivono in iurte e sono in gran parte buddhisti). Nel 1741 il buddhismo lamaista fu riconosciuto come una delle religioni ufficiali in Russia ed, in quello stesso periodo, fu costruito il primo monastero buddhista buriato.